# Râul Lunguleț
Râul Lunguleț este un curs de apă, afluent al râului Moldovița.

## Hărți
- Harta județului Suceava